# 任果
任 果（じん か、生没年不詳）は、中国の南北朝時代の人物。字は静鸞。本貫は南安郡。

## 経歴
南朝梁の龍驤将軍・沙州刺史・新巴県公の任褒の子として生まれた。552年（廃帝元年）、西魏に帰順した。宇文泰の礼遇を受け、蜀を奪取する方策を進言した。使持節・車騎大将軍・儀同三司・大都督・散騎常侍・沙州刺史に任じられ、南安県公に封じられた。
尉遅迥が蜀を征討したとき、任果は長安にいたため、弟の任岱と子の任悛を派遣して従軍させた。益州の攻略が難航したため、任果は宇文泰の命を受けて南安郡に帰り、郷里の兵2000人を集めて、尉遅迥に加勢した。位は驃騎大将軍・開府儀同三司に進んだ。蕭紀が趙抜扈らに3万の兵を率いて成都を救援させると、任果は尉遅迥に従ってこれを撃破した。成都が平定されると、任果は始州刺史に任じられた。入朝を願い出て許され、爵位は安楽郡公に進んでその世襲を許された。まもなく刺客に殺害された。享年は56。

## 伝記資料
- 『周書』巻44 列伝第36
- 『北史』巻66 列伝第54